# Diplolaemus leopardinus
Espèce
Synonymes
- Liosaurus leopardinus Werner, 1898

Diplolaemus leopardinus est une espèce de sauriens de la famille des Leiosauridae.

## Répartition
Cette espèce est endémique d'Argentine.

## Publication originale
- Werner, 1898 : Die Reptilien und Batrachier der Sammlung Plate. Zoologische Jahrbuecher Abteilung fuer Systematik Oekologie und Geographie der Tiere, suppl. 4, p. 244-278 (texte intégral).